# Kevin Davies
Kevin Cyril Davies (Sheffield, 26 marzo 1977) è un ex calciatore inglese, di ruolo attaccante.

## Carriera

### Club
Cresce nel Chesterfield, dove esordisce diciassettenne nel 1993-1994 segnando 4 gol in 24 partite. Nella stagione seguente segna 11 reti (record personale in una sola stagione) in 41 partite. Nel 1995-1996 gioca 30 partite mettendo a segno 4 gol. Il 1996-1997 segna 3 gol in 34 apparizioni. In 4 anni nel Chesterfield richiama su di sé l'attenzione della Premier, e ad acquistarlo è il Southampton, dove nella prima stagione realizza 9 gol in 25 partite.
Nell'estate del 1998 lo prende il Blackburn, e ad Ewood Park realizza solo un gol in 22 partite, tornando poi al Southampton, dove è autore di 6 reti in 23 presenze. Quindi il Blackburn lo riprende nel gennaio 2000, e gioca solo 2 partite senza segnare, ritornando nuovamente al Southampton: lì in due anni e mezzo, dall'estate 2000 a gennaio 2003, saranno solo 4 i gol in 57 presenze. Durante il mercato di riparazione passa al Millwall, dove segna 3 reti in 9 partite. Passa poi al Bolton di Sam Allardyce. Nella prima stagione gioca tutte le partite segnando 9 gol, e il Bolton termina la stagione all'ottavo posto. Nel 2004-2005 gioca 35 partite, andando a rete 8 volte, centrando la prima qualificazione in UEFA (6º posto) della sua storia. Nel 2005-2006 le apparizioni saranno 37 e le segnature 7, e per il Bolton sarà un altro 8º posto. Nel stagione successiva gioca di meno, 30 partite, ma mantiene gli stessi livelli di reti segnandone 8, e per il Bolton sarà un'altra qualificazione UEFA con un 7º posto.
Il 10 luglio 2013 firma un contratto di due anni con il Preston North End, squadra militante nella League One, la terza divisione inglese.
Il 4 settembre 2015, all'età di 38 anni, annuncia il suo ritiro dal calcio giocato.

### Nazionale
Vanta 3 presenze nell'Under 21 inglese.
All'età di 33 anni è stato convocato per la prima volta nella nazionale inglese per la gara valida per le qualificazioni al campionato europeo di calcio 2012 il 12 ottobre 2010 contro il Montenegro. Grazie alla convocazione di Fabio Capello Davies è divenuto il più vecchio debuttante in nazionale inglese degli ultimi 60 anni, dopo Leslie Compton negli anni '50.

## Statistiche

### Cronologia presenze e reti in nazionale
| Cronologia completa delle presenze e delle reti in nazionale ― Inghilterra | Cronologia completa delle presenze e delle reti in nazionale ― Inghilterra | Cronologia completa delle presenze e delle reti in nazionale ― Inghilterra | Cronologia completa delle presenze e delle reti in nazionale ― Inghilterra | Cronologia completa delle presenze e delle reti in nazionale ― Inghilterra | Cronologia completa delle presenze e delle reti in nazionale ― Inghilterra | Cronologia completa delle presenze e delle reti in nazionale ― Inghilterra | Cronologia completa delle presenze e delle reti in nazionale ― Inghilterra |
| Data                                                                       | Città                                                                      | In casa                                                                    | Risultato                                                                  | Ospiti                                                                     | Competizione                                                               | Reti                                                                       | Note                                                                       |
| -------------------------------------------------------------------------- | -------------------------------------------------------------------------- | -------------------------------------------------------------------------- | -------------------------------------------------------------------------- | -------------------------------------------------------------------------- | -------------------------------------------------------------------------- | -------------------------------------------------------------------------- | -------------------------------------------------------------------------- |
| 12-10-2010                                                                 | Londra                                                                     | Inghilterra                                                                | 0 – 0                                                                      | Montenegro                                                                 | Qual. Euro 2012                                                            | -                                                                          | 69’ 85’                                                                    |
| Totale                                                                     |                                                                            | Presenze                                                                   | 1                                                                          |                                                                            | Reti                                                                       | 0                                                                          |                                                                            |